# リアニメーション
『リアニメーション』 (Reanimation) は、リンキン・パークがリリースした、1枚目のアルバム『ハイブリッド・セオリー』のリミックス・アルバム。

## 概要
- ワーナー・ブラザース・レコードより2002年7月30日に全米リリースされた。日本盤は同年8月10日にリリース。
- ビルボード・アルバムチャート (Billboard 200)初登場2位。
- 制作には、ロック、エレクトロニック、ヒップホップ界で活躍する20人以上のアーティスト、MC、DJが協力している。アンダーグラウンドな者も多く含まれる。
- プロデューサーはマイク・シノダ。
- マイク・シノダ曰く、ハイブリッド・セオリーの楽曲を「新たに解釈し直した」作品。
- ヘヴィロック、ヒップホップ、ニュー・ウェイヴ、インダストリアル、ユーロ・エレクトロニック、テクノ、トランスなど幅広い要素が取り入れられている。

## 収録曲 / フィーチャリングアーティスト
- Opening (1:07) / マイク・シノダ（リンキン・パーク）、フェニックス（リンキン・パーク）
- Pts.Of.Athrty (3:45) / ジェイ・ゴードン（オージー）
- Enth E Nd (3:59) / カットマスター・カート、モーション・マン
- [Chali] (0:23)
- Frgt/10 (3:32) / アルケミスト、チャリ・ツナ（ジュラシック5）
- P5hng Me A*wy (4:37) / マイク・シノダ、スティーブン・リチャーズ（タップルート）、ブラッド・デルソン（リンキン・パーク）
- Plc.4 Mie Hæd (4:20) / アンプ・ライブ、ザイオン
- X-ecutioner Style (1:49) / エクス・キューショナーズ、ブラック・ソート（ザ・ルーツ）
- H! Vltg3 (3:30) / エヴィデンス、ファラオ・モンチ、DJバブー（ダイレイテッド・ピープルズ）
- [Riff Raff] (0:21)
- Wth>You (4:12) / チェアマン・ハーン、エイシーアローン
- Ntr\Mssion (0:29)
- PPr:Kut (3:26) / チープショット、ジュバッカ、ラスコ、プラネット・エイジア
- Rnw@Y (3:13) / バック・ヤード、フェニックス・オリオン
- My<Dsmber (4:17) / ミッキーP、ケリ・アリ
- [Stef] (0:10)
- By_Myslf (3:42) / ジョシュ・エイブラハム、マイク・シノダ、ステファン・カーペンター（デフトーンズ）
- Kyur4 Th Ich (2:32) / チェアマン・ハーン
- 1stp Klosr (5:46) / ザ・ハンブル・ブラザーズ、ジョナサン・デイヴィス（コーン）
- Krwlng (5:42) / マイク・シノダ、アーロン・ルイス（ステインド）
- Buy Myself (4:28) / マリリン・マンソン

日本盤ボーナストラック